# Sportler des Jahres (Island)
Seit 1956 zeichnet der Verband der isländischen Sportjournalisten (isländisch samtök íþróttafréttamanna) alljährlich den isländischen Sportler des Jahres (isländisch íþróttamaður ársins) aus. Der hierbei verliehene Pokal wurde 2007 anlässlich des fünfzigjährigen Jubiläums der Preisverleihung dem isländischen Nationalmuseum übergeben. Seit 2006 wird ein neuer Pokal vergeben.

## Preisträger
| Jahr | Sportler                      | Sportart       | Erfolge |
| ---- | ----------------------------- | -------------- | --- |
| 2023 | Gísli Þorgeir Kristjánsson    | Handball       | Gewinn des IHF Super Globe mit dem SC Magdeburg, Deutschlands Handballer des Jahres |
| 2022 | Ómar Ingi Magnússon           | Handball       | Gewinn des IHF Super Globe und Deutscher Meister mit dem SC Magdeburg, Torschützenkönig der Europameisterschaft |
| 2021 | Ómar Ingi Magnússon           | Handball       | Gewinn der European League und des IHF Super Globe mit dem SC Magdeburg, Torschützenkönig der Bundesliga |
| 2020 | Sara Björk Gunnarsdóttir      | Fußball        | Gewinn der Champions League und des französischen Pokals mit Olympique Lyon, Gewinn der deutschen Meisterschaft und des Pokals mit VfL Wolfsburg, Islands Fußballerin des Jahres, erste Frau die zum zweiten Mal zu Islands Sportlerin des Jahres gewählt wurde (nach 2018)                |
| 2019 | Júlían Jóhann Karl Jóhannsson | Kraftdreikampf | Bronzemedaille bei den Weltmeisterschaften in der Kategorie 120+ kg mit neuem Weltrekord im Kreuzheben mit 405,5 kg, Silbermedaille bei den Europameisterschaften |
| 2018 | Sara Björk Gunnarsdóttir      | Fußball        | Gewinn der deutschen Meisterschaft und des Pokals mit VfL Wolfsburg, Islands Fußballerin des Jahres |
| 2017 | Ólafía Þórunn Kristinsdóttir  | Golf           | erste isländische Golferin, die bei der LPGA-Tour teilnehmen durfte, 4. Platz bei der Indy Tech Championship |
| 2016 | Gylfi Sigurðsson              | Fußball        | Erreichen des Viertelfinales der Europameisterschaft mit der isländischen Nationalmannschaft, Swansea Citys Spieler des Jahres, Islands Fußballer des Jahres |
| 2015 | Eygló Ósk Gústafsdóttir       | Schwimmen      | Bronzemedaille bei den Kurzbahneuropameisterschaften über 100 und 200 Meter Rücken, Goldmedaille bei Spielen der kleinen Staaten von Europa in Reykjavík über 100 und 200 Meter Rücken und mit der isländischen Staffel über 4 × 100 Meter Freistil                                        |
| 2014 | Jón Arnór Stefánsson          | Basketball     | Islands Basketballer des Jahres |
| 2013 | Gylfi Sigurðsson              | Fußball        | Islands Fußballer des Jahres |
| 2012 | Aron Pálmarsson               | Handball       | Gewinn der Champions League, der deutschen Meisterschaft, des deutschen Pokals und des DHB-Supercup mit dem THW Kiel, Torschützenkönig mit 274 Toren der Bundesliga, Erreichen des Viertelfinales der Olympischen Spiele mit der isländischen Nationalmannschaft und Wahl ins Allstar-Team |
| 2011 | Heiðar Helguson               | Fußball        | Aufstieg in die Premier League mit den Queens Park Rangers |
| 2010 | Alexander Petersson           | Handball       | Bronzemedaille bei der Europameisterschaft mit der isländischen Nationalmannschaft |
| 2009 | Ólafur Stefánsson             | Handball       | Gewinn der Champions League und der spanischen Meisterschaft mit BM Ciudad Real |
| 2008 | Ólafur Stefánsson             | Handball       | Silbermedaille bei den Olympischen Spielen mit der isländischen Nationalmannschaft und Wahl ins Allstar-Team, Gewinn der Champions League, der spanischen Meisterschaft und des spanischen Pokals mit BM Ciudad Real                                                                       |
| 2007 | Margrét Lára Viðarsdóttir     | Fußball        | Gewinn der isländischen Meisterschaft mit Valur Reykjavík, Torschützenkönig der isländischen Liga, neue Rekordtorschützin der isländischen Nationalmannschaft (24 Tore in der Nationalmannschaft am Jahresende 2007), Islands Fußballerin des Jahres                                       |
| 2006 | Guðjón Valur Sigurðsson       | Handball       | Torschützenkönig mit 264 Toren der Bundesliga, HBL-Spieler der Saison |
| 2005 | Eiður Guðjohnsen              | Fußball        | Gewinn der englischen Meisterschaft und des Ligapokals mit FC Chelsea, Islands Fußballer des Jahres |
| 2004 | Eiður Guðjohnsen              | Fußball        | Stammspieler bei FC Chelsea, Islands Fußballer des Jahres |
| 2003 | Ólafur Stefánsson             | Handball       | Wahl ins Allstar-Team der Bundesliga |
| 2002 | Ólafur Stefánsson             | Handball       | 4. Platz bei den Europameisterschaft mit der isländischen Nationalmannschaft, Torschützenkönig bei der Europameisterschaft und Wahl ins Allstar-Team, Gewinn der Champions League und der Vereinseuropameisterchaft mit dem SC Magdeburg, HBL-Spieler der Saison                           |
| 2001 | Örn Arnarson                  | Schwimmen      | Silber- und Bronzemedaille bei den Weltmeisterschaften 2001 über 100 und 200 Meter Rücken, hielt von 17. Dezember 2000 bis 21. Januar 2001 den Europarekord über 100 Meter Rücken |
| 2000 | Vala Flosadóttir              | Leichtathletik | Bronzemedaille bei den Olympischen Spielen 2000 im Stabhochsprung mit nationalem Rekord von 4,50 Metern, erste Frau aus Island die bei Olympischen Spielen eine Medaille gewann |
| 1999 | Örn Arnarson                  | Schwimmen      | zweifacher Europameister bei den Kurzbahneuropameisterschaften über 100 und 200 Meter Rücken |
| 1998 | Örn Arnarson                  | Schwimmen      | Europameister bei den Kurzbahneuropameisterschaften über 200 Meter Rücken |
| 1997 | Geir Sveinsson                | Handball       | 5. Platz bei der Weltmeisterschaft mit der isländischen Nationalmannschaft |
| 1996 | Jón Arnar Magnússon           | Leichtathletik | Bronzemedaille bei den Halleneuropameisterschaften im Siebenkampf |
| 1995 | Jón Arnar Magnússon           | Leichtathletik | 5. Platz beim Zehnkampf in Götzis, neue Landesrekorde in verschiedenen Zehnkampfdisziplinen |
| 1994 | Magnús Scheving               | Sportaerobic   | Goldmedaille bei den Sportaerobic-Europameisterschaften in Bonn |
| 1993 | Sigurbjörn Bárðarson          | Reiten         | |
| 1992 | Sigurður Einarsson            | Leichtathletik | 5. Platz bei den Olympischen Spielen im Speerwurf |
| 1991 | Ragnheiður Runólfsdóttir      | Schwimmen      | stellte bis 1991 über 200 nationale Rekorde auf diversen Schwimmdistanzen und -stilen auf |
| 1990 | Bjarni Friðriksson            | Judo           | |
| 1989 | Alfreð Gíslason               | Handball       | |
| 1988 | Einar Vilhjálmsson            | Leichtathletik | |
| 1987 | Arnór Guðjohnsen              | Fußball        | |
| 1986 | Eðvarð Þór Eðvarðsson         | Schwimmen      | |
| 1985 | Einar Vilhjálmsson            | Leichtathletik | |
| 1984 | Ásgeir Sigurvinsson           | Fußball        | |
| 1983 | Einar Vilhjálmsson            | Leichtathletik | |
| 1982 | Óskar Jakobsson               | Leichtathletik | |
| 1981 | Jón Páll Sigmarsson           | Kraftdreikampf | |
| 1980 | Skúli Óskarsson               | Kraftdreikampf | |
| 1979 | Hreinn Halldórsson            | Leichtathletik | |
| 1978 | Skúli Óskarsson               | Kraftdreikampf | |
| 1977 | Hreinn Halldórsson            | Leichtathletik | |
| 1976 | Hreinn Halldórsson            | Leichtathletik | |
| 1975 | Jóhannes Eðvaldsson           | Fußball        | |
| 1974 | Ásgeir Sigurvinson            | Fußball        | |
| 1973 | Guðni Kjartansson             | Fußball        | |
| 1972 | Guðjón Guðmundsson            | Schwimmen      | |
| 1971 | Hjalti Einarsson              | Handball       | |
| 1970 | Erlendur Valdimarsson         | Leichtathletik | |
| 1969 | Guðmundur Gíslason            | Schwimmen      | |
| 1968 | Geir Hallsteinsson            | Handball       | |
| 1967 | Guðmundur Hermansson          | Leichtathletik | |
| 1966 | Kolbeinn Pálsson              | Basketball     | |
| 1965 | Valbjörn Þorláksson           | Leichtathletik | |
| 1964 | Sigríður Sigurðardóttir       | Handball       | |
| 1963 | Jón Þ. Ólafsson               | Leichtathletik | |
| 1962 | Guðmundur Gíslason            | Schwimmen      | |
| 1961 | Vilhjálmur Einarsson          | Leichtathletik | |
| 1960 | Vilhjálmur Einarsson          | Leichtathletik | nationaler Rekord im Dreisprung mit 16,70 Metern, der aktuell (Stand 2022) noch immer Bestand hat |
| 1959 | Valbjörn Þorláksson           | Leichtathletik | |
| 1958 | Vilhjálmur Einarsson          | Leichtathletik | Bronzemedaille bei den Europameisterschaften im Dreisprung mit 16,00 Metern |
| 1957 | Vilhjálmur Einarsson          | Leichtathletik | |
| 1956 | Vilhjálmur Einarsson          | Leichtathletik | Silbermedaille bei den Olympischen Spielen im Dreisprung in Melbourne mit 16,26 Metern, erster Olympiamedaillengewinner Islands |

## Häufigste Preisträger
- Fünf Auszeichnungen: Vilhjálmur Einarsson (Dreisprung; 1956, 1957, 1958, 1960 und 1961).
- Vier Auszeichnungen: Ólafur Stefánsson (Handball; 2002, 2003, 2008 und 2009).
- Drei Auszeichnungen: Einar Vilhjálmsson (Speerwurf; 1983, 1985 und 1988), Hreinn Halldórsson (Kugelstoßen; 1976, 1977 und 1979), Örn Arnarson (Schwimmen; 1998, 1999 und 2001).
- Zwei Auszeichnungen: Ásgeir Sigurvinsson (Fußball; 1974 und 1984), Eiður Guðjohnsen (Fußball; 2004 und 2005), Guðmundur Gíslason (Schwimmen; 1962 und 1969), Gylfi Sigurðsson (Fußball; 2013 und 2017), Jón Arnar Magnússon (Zehnkampf; 1995 und 1996), Ómar Ingi Magnússon (Handball; 2021 und 2022), Sara Björk Gunnarsdóttir (Fußball; 2018 und 2020), Skúli Óskarsson (Kraftdreikampf; 1978 und 1980), Valbjörn Þorláksson (Zehnkampf; 1959 und 1965).

## Statistik nach Sportarten
| Sportart       | Anzahl |
| -------------- | ------ |
| Leichtathletik | 21     |
| Handball       | 15     |
| Fußball        | 13     |
| Schwimmen      | 9      |
| Kraftdreikampf | 4      |
| Basketball     | 2      |
| Golf           | 1      |
| Judo           | 1      |
| Reiten         | 1      |
| Sportaerobic   | 1      |